# FK Sloga Jugomagnat
Fudbalski Klub Sloga Jugomagnat Skopje byl severomakedonský fotbalový klub z města Skopje, který byl založen v roce 1927. Rok založení byl i ve znaku klubu. Třikrát vyhrál severomakedonskou ligu (1999, 2000, 2001) a třikrát severomakedonský fotbalový pohár (1996, 2000, 2004).
Klub zanikl v roce 2009.

## Výsledky v evropských pohárech
| Sezóna  | Soutěž | Kolo        |             | Soupeř              | Skóre    |
| ------- | ------ | ----------- | ----------- | ------------------- | -------- |
| 1996/97 | PVP    | Předkolo    | Maďarsko    | Honvéd Budapešť     | 0-1, 0-1 |
| 1997/98 | PVP    | Předkolo    | Chorvatsko  | NK Záhřeb           | 1-2, 0-2 |
| 1998/99 | UEFA   | 1. předkolo | Rumunsko    | FC Oţelul Galaţi    | 0-3, 1-1 |
| 1999/00 | LM     | 1. předkolo | Ázerbájdžán | Kapaz PFK           | 1-0, 1-2 |
|         |        | 2. předkolo | Dánsko      | Brøndby IF          | 0-1, 0-1 |
| 2000/01 | LM     | 1. předkolo | Irsko       | Shelbourne FC       | 0-1, 1-1 |
| 2001/02 | LM     | 1. předkolo | Litva       | FBK Kaunas          | 0-0, 1-1 |
|         |        | 2. předkolo | Rumunsko    | FC Steaua Bucureşti | 0-3, 1-2 |
| 2004/05 | UEFA   | 1. předkolo | Kypr        | AC Omonia           | 0-4, 1-4 |